# Choroba resztkowa
Choroba resztkowa, MRD (od ang. minimal residual disease) – obecność małej liczby przetrwałych w organizmie (w trakcie leczenia lub w remisji) komórek nowotworowych, w ilościach niewykrywanych standardowo stosowanymi metodami diagnostycznymi (morfologia krwi, badanie szpiku). Liczba komórek nowotworowych w tej chorobie nie jest wystarczająca do wywołania objawów klinicznych, ale jest główną przyczyną nawrotu choroby nowotworowej.
O występowaniu choroby resztkowej świadczy odsetek komórek nowotworowych większy niż 10–3. Wykrywa się ją za pomocą czułych metod diagnostycznych, na przykład cytometrii przepływowej i badań genetycznych (w tym analizy PCR transkryptów genów fuzyjnych).